# Chapter 3
Chapter 3 (englisch für Kapitel 3) ist das dritte Studioalbum der Girlgroup Queensberry, die 2008 im Rahmen der Castingshow Popstars zusammengestellt wurde.

## Hintergrund
Das Album Chapter 3 erschien zweieinhalb Jahre nach der letzten Albumveröffentlichung von Queensberry. In der Zeit gelang es der Band nach der Trennung von Warner Music Deutschland zur Plattenfirma Orange Red Music zu wechseln, die zur RTL Tochter RTL Disney Fernsehen GmbH & Co. KG (Super RTL) gehört und an das Major-Label Universal Music gebunden ist. Zudem kam es 2010 zu Neubesetzungen in der Band. Für die ausgeschiedenen Bandmitglieder Victoria Ulbrich und Antonella Trapani kamen Ronja Hilbig und Selina Herrero in die Band. Letztere verließ zwei Monate vor der Veröffentlichung von Chapter 3 die Band, um ihre Schullaufbahn wieder fortzusetzen.

## Produktion und Stil
Musikalisch hebt sich das Album von den Vorgängeralben ab, da es nicht der Popmusik, sondern der Dance-Musik zuzuordnen ist. Für die Arbeit am Album tat sich Queensberry mit dem Produzenten-Team Chazz Gaither und Ivo Moring zusammen, um mit ihnen den Großteil des Albums zu produzieren. Zudem konnten nationale und internationale Songwriter für das Album gewonnen werden. So steuerte Michèle Vice-Maslin, Songwriterin von Selena Gomez, den Titel Cake and Kisses bei und die erste Singleauskopplung Timeless wurde von James Nicholas Bailey, Christopher Wallace und Ryan John Ogren geschrieben, die zuvor schon für die Jonas Brothers und Miley Cyrus schrieben und produzierten. Zudem konnte Alexander Geringas für den Titel Superboy gewonnen werden, der zuvor schon für die No Angels, Sarah Connor und Kelly Clarkson tätig war und auch schon Songs für die ersten beiden Alben der Band schrieb. Auch die Bandmitglieder hatten zum ersten Mal die Gelegenheit eigene Songs zum Album beizusteuern. Mit dem Produzententeam Chazz Gaither und Ivo Moring schrieben die drei Bandmitglieder den Titel I Understand It Now, den sie für ihre Mütter geschrieben haben. Von Leonore Bartsch stammt das Lied California Kissin. Das Lied handelt von ihrer gemeinsamen Zeit mit Paul Loduca, Bandmitglied der kanadischen Boyband Neverest, den Bartsch in Los Angeles kennenlernte.
Insgesamt enthält das Album drei Balladen, neun Uptempo-Songs und einen Midtempo-Track. I Want You Back ist eine Coverversion des gleichnamigen Titels von *NSYNC.

## Singleauskopplung
Als Vorbote zum Album erschien am 1. Juni 2012 die Single Timeless. Das Musikvideo zu Timeless entstand am 27. April 2012 im Phantasialand in Brühl und wurde in der Bravo TV Webshow vom 21. Mai 2012 erstmals gezeigt. Das Album folgte am 22. Juni 2012. Sowohl die Single als auch das Album konnten mit Platz 90 bzw. 91 in den deutschen Charts nicht an den Erfolg der vorangegangenen Veröffentlichungen anknüpfen. Dennoch drehte die Band am 4. Juli 2012 in der Wüste der Lausitzer Bergbaufolgelandschaft das Video zu einer zweiten Single Girl like Me. Die Veröffentlichung erfolgte am 31. August 2012. Zeitgleich mit der Veröffentlichung verließ Leonore Bartsch die Band. Nachdem sie offiziell zunächst wegen Krankheit fehlte, wurde im Oktober 2012 ihr Ausstieg öffentlich bekannt.

## Titelliste
1. Girl like Me (Ivo Moring, Chazz Gaither) – 3:29
2. Chemical Reaction (Torsten Abrolat, Terri Bjerre, Toni Cottura) – 3:19
3. Headphones (Pam Sheyne, Fridolin Nordsoe, Matthew Gerrard) – 2:47
4. Timeless (James Nicholas Bailey, Ryan John Ogren, Christopher Wallace, Ivo Moring, Chazz Gaither) – 3:18
5. Interlude Superboy (Leonore Bartsch, Gabriella De Almeida Rinne, Ronja Hilbig, Ivo Moring, Chazz Gaither) – 0:24
6. Superboy (Ivo Moring, Alex Geringas, her0ism) – 3:49
7. It’s Not That Simple (Ivo Moring, Kaci Brown) – 3:33
8. Pack It Up (Ivo Moring, Chazz Gaither) – 3:04
9. Interlude I Understand It Now (Leonore Bartsch, Gabriella De Almeida Rinne, Ronja Hilbig, Ivo Moring, Chazz Gaither) – 0:31
10. I Understand It Now (Ivo Moring, Chazz Gaither, Leonore Bartsch, Gabriella De Almeida Rinne, Ronja Hilbig) – 4:12
11. I Want You Back (Denniz PoP, Max Martin) – 3:24
12. Interlude Cake and Kisses (Leonore Bartsch, Gabriella De Almeida Rinne, Ronja Hilbig, Ivo Moring, Chazz Gaither) – 0:21
13. Cake and Kisses (Ivo Moring, Michèle Vice-Maslin) – 3:14
14. After the Love Is Gone (Ivo Moring, Terri Bjerre) – 4:01
15. Summer Love Song (Ivo Moring, Chazz Gaither) – 3:15
16. California Kissin (Leonore Bartsch, Marc Mozart, Jason Worthy, Danielle Senior) – 3:46
17. Interlude Ronja, Leo, Gabby with Love (Leonore Bartsch, Gabriella De Almeida Rinne, Ronja Hilbig, Ivo Moring, Chazz Gaither) – 0:33
18. Timeless (Plastic Funk Mix) (James Nicholas Bailey, Ryan John Ogren, Christopher Wallace, Ivo Moring, Chazz Gaither) – 5:45

## Chartplatzierungen

### Album
| ChartsChartplatzierungen | Höchstplatzierung | Wochen |
| ------------------------ | ----------------- | ------ |
| Deutschland (GfK)        | 91 (1 Wo.)        | 1      |

### Singleauskopplungen
| Jahr | Titel Album            | Höchstplatzierung, Gesamtwochen, AuszeichnungChartsChartplatzierungen (Jahr, Titel, Album, Platzierungen, Wochen, Auszeichnungen, Anmerkungen) | Anmerkungen                           |
| Jahr | Titel Album            | DE | Anmerkungen                           |
| ---- | ---------------------- | --- | ------------------------------------- |
| 2012 | Timeless Chapter 3     | DE90 (1 Wo.)DE | Erstveröffentlichung: 1. Juni 2012    |
| 2012 | Girl like Me Chapter 3 | — | Erstveröffentlichung: 31. August 2012 |